# Marquis River
Marquis River är ett vattendrag i Grenada.   Det ligger i parishen Saint Andrew, i den centrala delen av landet, 14 km öster om huvudstaden Saint George's. Marquis River ligger på ön Grenada.